# The Lineup
The Lineup is een Amerikaanse film noir uit 1958 onder regie van Don Siegel. In Nederland werd de film destijds uitgebracht onder de titel De misdadiger in de rolstoel.

## Verhaal
Een internationale misdaadorganisatie gebruikt nietsvermoedende Amerikaanse reizigers uit Hongkong om heroïne over de grens te smokkelen. Vervolgens halen twee schietgrage bandieten en hun chauffeur de smokkelwaar op in San Francisco. De politie zit hen op de hielen.

## Rolverdeling
| Acteur          | Personage        |
| --------------- | ---------------- |
| Eli Wallach     | Dancer           |
| Robert Keith    | Julian           |
| Richard Jaeckel | Sandy McLain     |
| Mary LaRoche    | Dorothy Bradshaw |
| William Leslie  | Larry Warner     |
| Emile Meyer     | Al Quine         |
| Marshall Reed   | Fred Asher       |
| Raymond Bailey  | Philip Dressler  |
| Vaughn Taylor   | De Man           |
| Cheryl Callaway | Cindy Bradshaw   |
| Robert Bailey   | Staples          |
| Warner Anderson | Ben Guthrie      |